# اليمستان (تشلاو)
الیمستان (بالفارسية: الیمستان) هي قرية تقع في إيران في مازندران. يقدر عدد سكانها بـ 70 نسمة بحسب إحصاء 2016.